# 1 Brygada Kawalerii (III Rzesza)

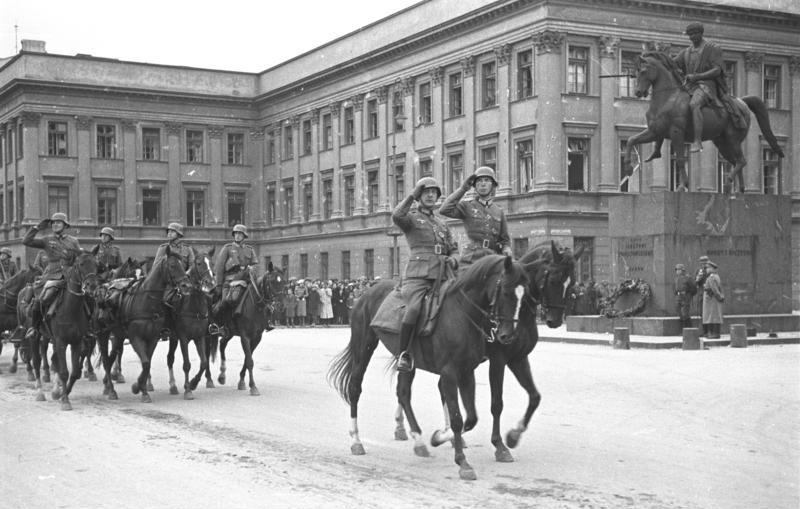
Defilada oddziałów kawalerii w zdobytej Warszawie

1 Brygada Kawalerii (niem. 1. Kavallerie-Brigade) – niemiecka brygada kawalerii, uczestniczyła w agresji III Rzeszy na Polskę.

## Historia
W latach 1934 – 1938 w Wehrmachcie znajdowało się 18 pułków kawalerii, które wchodziły w skład trzech dywizji kawalerii i jednej brygady. Jednak w związku z motoryzacją Wehrmachtu pułki kawalerii sukcesywnie przekształcano w pułki zmotoryzowane. Jednostki te wchodziły w skład zmotoryzowanych dywizji piechoty oraz dywizji lekkich.
1 kwietnia 1938 roku w ramach eksperymentu utworzono 1 Brygadę Kawalerii, w skład której weszły pułki kawalerii, które jeszcze nie przekształcono w pułki zmotoryzowane. Brygadę sformowano w Wystruciu (obecnie Czerniachowsk) na terenie Prus Wschodnich.
1 sierpnia 1939 roku brygadę zmobilizowano i włączono w skład 3 Armii Grupy Armii Północ. Miała osłaniać wschodnie skrzydło armii.
1 września 1939 roku brygada przekroczyła granicę Polski w Pełtach i rozpoczęła natarcie na Myszyniec, którego bronił Kurpiowski Batalion Obrony Narodowej. Brygada zmusiła obrońców do wycofania się i zajęła miasto. 2 września nacierała na Kadzidło i Dylewo spychając oddziały polskiego 42 pułku piechoty i 5 pułku ułanów w kierunku Mławy. 
3 września jednostka weszła w skład Korpusu Armijnego „Wodrig” i rozpoczęła natarcie w kierunku Ostrołęki, przełamując polskie pozycje pod Dobrzankowem i zajmując opuszczony już przez polskie wojska Przasnysz. Następnie brygada zajęła Maków Mazowiecki i 6 września dotarła do Narwi w rejonie wsi Brzóze i Dzbądz. Następnie uchwyciła przyczółek spychając z linii Narwi pododdziały polskiego 116 pułku piechoty. Po przekazaniu przyczółka pododdziałem niemieckiej 12 Dywizji Piechoty, brygada przeprowadziła rozpoznanie w kierunku rzeki Orz, gdzie doszło do walk z polskimi pododdziałami z 134 i 115 pułku piechoty, które zmusiły brygadę do odwrotu za rzekę Orz.
7 września brygada skoncentrowała się pod Różanem i 9 września uchwyciła przyczółek na Bugu pod Borkiem. Następnie zajęła Paplin i Węgrów. 11 września dotarła do Kałuszyna, gdzie starła się z 1 Dywizją Piechoty Legionów. 
13 września jednostka przeszła w rejon Radzymina, gdzie prowadziła działania zaczepne do 16 września. Tam też skończyła działania bojowe w trakcie kampanii wrześniowej.
20 września 1939 roku brygadę skierowano do Mińska Mazowieckiego, gdzie zajęła koszary 7 pułku Ułanów Lubelskich. Stacjonowała tam do 4 października 1939 roku. Przerzucona na zachód do Osnabrück 25 października 1939 roku została przeformowana w 1 Dywizję Kawalerii.

## Dowódcy brygady
- płk  Kurt Feldt[1] (1938 – 1939)

## Skład brygady
- 1 pułk kawalerii (Reiter-Regiment 1)
- 2 pułk kawalerii (Reiter-Regiment 2)
- 1 batalion kolarzy (Radfahr-Abteilung 1)
- 1 dywizjon artylerii konnej (reitende Artillerie-Abteilung 1)